# 山梨県の廃止市町村一覧
山梨県の廃止市町村一覧（やまなしけんのはいししちょうそんいちらん）は、山梨県における市制・町村制施行（1889年7月1日）降に、市町村合併や他の自治体に統合されることなどにより廃止した市町村の一覧である。単なる名称の変更は対象としない。
- 町村が「町制」・「市制」を施行し町・市となるケース
  - 「市町村」以外の表記名を変更しなかった自治体は一覧に含まれない。（例：上野原村 → 上野原町）
  - 町制・市制を施行した際に名称を変更した場合も一覧に含まれない。（例：大原村 → 猿橋町）
- 市町村が名称変更した場合は一覧に含まれない。
- 所属郡が変更になった場合は一覧に含まれない。
- 市町村合併で廃止した市町村のケース
  - 編入合併した場合の、存続市町村は廃止に当たらないので一覧に含まれない。
  - 編入合併した場合の、廃止した市町村は一覧に含まれる。
  - 新設合併した場合の、廃止した市町村は一覧に含まれる。
  - 新設合併した場合の、名称が残った市町村も一覧に含まれる。（例：旧・山梨市 → 新・山梨市）
- 分割や分立をしたケース
  - 分割で廃止した市町村は一覧に含まれる。
  - 分立で存続した市町村は一覧に含まれない。（鳴沢村の一部 → 大嵐村）

## 1899年以前
- 東八代郡上黒駒村 （1892年4月1日）黒駒村新設のため
- 東八代郡下黒駒村 （1892年4月1日）黒駒村新設のため
- 東八代郡藤野木村 （1892年4月1日）黒駒村新設のため
- 南都留郡桂村 （1893年6月3日）南都留郡東桂村・西桂村に分割のため

## 1900年～1909年
- 東八代郡五成村 （1903年4月1日）東八代郡境川村新設のため
- 東八代郡圭林村 （1903年4月1日）東八代郡境川村新設のため
- 東八代郡藤垈村 （1903年4月1日）東八代郡境川村新設のため
- 東八代郡寺尾村 （1903年4月1日）東八代郡境川村新設のため
- 東八代郡国立村 （1903年9月25日）東八代郡一宮村新設のため
- 東八代郡一桜村 （1903年9月25日）東八代郡一宮村新設のため
- 東八代郡清野村 （1903年9月25日）東八代郡一宮村新設のため

## 1910年～1919年
この10年間に県内に廃止市町村なし

## 1920年～1929年
- 西山梨郡国里村 （1921年7月1日）西山梨郡玉諸村新設のため
- 西山梨郡清田村 （1921年7月1日）西山梨郡玉諸村新設のため
- 中巨摩郡松島村 （1927年4月1日）中巨摩郡敷島村新設のため
- 中巨摩郡福岡村 （1927年4月1日）中巨摩郡敷島村新設のため

## 1930年～1939年
- 北巨摩郡新富村 （1933年4月1日）北巨摩郡武川村新設のため
- 北巨摩郡武里村 （1933年4月1日）北巨摩郡武川村新設のため
- 南巨摩郡八日市場村 （1933年7月1日）南巨摩郡原村新設のため
- 南巨摩郡伊沼村 （1933年7月1日）南巨摩郡原村新設のため
- 南巨摩郡飯富村 （1933年7月1日）南巨摩郡原村新設のため
- 北巨摩郡更科村 （1937年7月1日）北巨摩郡韮崎町に編入のため
- 北巨摩郡祖母石村 （1937年7月1日）北巨摩郡韮崎町に編入のため
- 西山梨郡里垣村 （1937年8月1日）甲府市に編入のため
- 西山梨郡相川村 （1937年8月1日）甲府市に編入のため
- 中巨摩郡国母村 （1937年8月1日）甲府市に編入のため
- 中巨摩郡貢川村 （1937年8月1日）甲府市に編入のため

## 1940年～1949年
- 北巨摩郡駒井村 （1940年11月10日）北巨摩郡藤井村新設のため
- 北巨摩郡下條村 （1940年11月10日）北巨摩郡藤井村新設のため
- 東山梨郡小佐手村 （1941年1月1日）東山梨郡東雲村新設のため
- 東山梨郡山村 （1941年1月1日）東山梨郡東雲村新設のため
- 東山梨郡休息村 （1941年1月1日）東山梨郡東雲村新設のため
- 東山梨郡綿塚村 （1941年1月1日）東山梨郡東雲村新設のため
- 東八代郡上曽根村 （1941年1月1日）東八代郡柏村新設のため
- 東八代郡下曽根村 （1941年1月1日）東八代郡柏村新設のため
- 東八代郡白井河原村 （1941年1月1日）東八代郡柏村新設のため
- 東山梨郡鶴瀬村 （1941年2月11日）東山梨郡大和村新設のため
- 東山梨郡初鹿野村 （1941年2月11日）東山梨郡大和村新設のため
- 東八代郡日影村 （1941年2月11日）東山梨郡大和村新設のため
- 東八代郡田野村 （1941年2月11日）東山梨郡大和村新設のため
- 東八代郡木賊村 （1941年2月11日）東山梨郡大和村新設のため
- 中巨摩郡小井川村 （1941年2月11日）中巨摩郡田富村新設のため
- 中巨摩郡花輪村 （1941年2月11日）中巨摩郡田富村新設のため
- 中巨摩郡忍村 （1941年2月11日）中巨摩郡田富村新設のため
- 東八代郡南八代村 （1941年4月1日）東八代郡八代村新設のため
- 東八代郡北八代村 （1941年4月1日）東八代郡八代村新設のため
- 東八代郡高家村 （1941年4月1日）東八代郡八代村新設のため
- 東八代郡岡村 （1941年4月1日）東八代郡八代村新設のため
- 東八代郡増田村 （1941年4月1日）東八代郡八代村新設のため
- 東八代郡上芦川村 （1941年8月1日）東八代郡芦川村新設のため
- 東八代郡中芦川村 （1941年8月1日）東八代郡芦川村新設のため
- 東八代郡鶯宿村 （1941年8月1日）東八代郡芦川村新設のため
- 西山梨郡千塚村 （1942年4月1日）甲府市に編入のため
- 西山梨郡大宮村 （1942年4月1日）甲府市に編入のため
- 南都留郡三吉村 （1942年4月1日）南都留郡谷村町に編入のため
- 南都留郡開地村 （1942年4月1日）南都留郡谷村町に編入のため
- 東八代郡永井村 （1942年4月1日）東八代郡御所村新設のため
- 東八代郡米倉村 （1942年4月1日）東八代郡御所村新設のため
- 東山梨郡（旧）勝沼町 （1942年5月10日）東山梨郡勝沼町新設のため
- 東山梨郡等々力村 （1942年5月10日）東山梨郡勝沼町新設のため
- 東八代郡錦村 （1942年6月1日）東八代郡錦生村新設のため
- 東八代郡金生村 （1942年6月1日）東八代郡錦生村新設のため
- 東山梨郡平等村 （1942年7月1日）東山梨郡山梨村新設のため
- 東山梨郡上万力村 （1942年7月1日）東山梨郡山梨村新設のため
- 中巨摩郡西条村 （1942年7月1日）中巨摩郡昭和村新設のため
- 中巨摩郡常永村 （1942年7月1日）中巨摩郡昭和村新設のため
- 西八代郡豊和村 （1942年7月1日）西八代郡大同村新設のため
- 西八代郡八之尻村 （1942年7月1日）西八代郡大同村新設のため
- 西八代郡羽鹿島村 （1942年7月1日）西八代郡大同村新設のため
- 東八代郡御代咲村 （1942年7月1日）東八代郡浅間村新設のため
- 東八代郡石廩村 （1942年7月1日）東八代郡浅間村新設のため
- 南都留郡長浜村 （1942年7月8日）南都留郡西浜村新設のため
- 南都留郡西湖村 （1942年7月8日）南都留郡西浜村新設のため
- 中巨摩郡池田村 （1949年12月1日）甲府市に編入のため

## 1950年～1959年
- 南都留郡下吉田町 （1951年3月20日）富士吉田市新設のため
- 南都留郡明見町 （1951年3月20日）富士吉田市新設のため
- 南都留郡富士上吉田町 （1951年3月20日）富士吉田市新設のため
- 西八代郡岩間村 （1951年4月1日）西八代郡六郷村新設のため
- 西八代郡楠甫村 （1951年4月1日）西八代郡六郷村新設のため
- 西八代郡宮原村 （1951年4月1日）西八代郡六郷村新設のため
- 西八代郡葛籠沢村 （1951年4月1日）西八代郡六郷村新設のため
- 西八代郡鴨狩津向村 （1951年4月1日）西八代郡六郷村新設のため
- 中巨摩郡飯野村 （1951年7月1日）中巨摩郡巨摩町新設のため
- 中巨摩郡在家塚村 （1951年7月1日）中巨摩郡巨摩町新設のため
- 東山梨郡奥野田村 （1954年3月1日）東山梨郡塩山町に編入のため
- 中巨摩郡三恵村 （1954年3月10日）中巨摩郡若草村新設のため
- 中巨摩郡鏡中条村 （1954年3月10日）中巨摩郡若草村新設のため
- 中巨摩郡藤田村 （1954年3月10日）中巨摩郡若草村新設のため
- 東山梨郡玉宮村 （1954年3月20日）東山梨郡塩山町に編入のため
- 北巨摩郡小淵沢村 （1954年3月31日）北巨摩郡小淵沢町新設のため
- 北巨摩郡篠尾村 （1954年3月31日）北巨摩郡小淵沢町新設のため
- 東山梨郡松里村 （1954年3月31日）東山梨郡塩山町に編入のため
- 東山梨郡大藤村 （1954年3月31日）東山梨郡塩山町に編入のため
- 東山梨郡神金村 （1954年3月31日）東山梨郡塩山町に編入のため
- 中巨摩郡巨摩町 （1954年4月1日）中巨摩郡白根町新設のため
- 中巨摩郡百田村 （1954年4月1日）中巨摩郡白根町新設のため
- 中巨摩郡西野村 （1954年4月1日）中巨摩郡白根町新設のため
- 中巨摩郡今諏訪村 （1954年4月1日）中巨摩郡白根町新設のため
- 中巨摩郡小笠原町 （1954年4月1日）中巨摩郡櫛形町新設のため
- 中巨摩郡榊村 （1954年4月1日）中巨摩郡櫛形町新設のため
- 中巨摩郡野之瀬村 （1954年4月1日）中巨摩郡櫛形町新設のため
- 東山梨郡（旧）勝沼町 （1954年4月5日）東山梨郡勝沼町新設のため
- 東山梨郡菱山村 （1954年4月5日）東山梨郡勝沼町新設のため
- 東山梨郡東雲村 （1954年4月5日）東山梨郡勝沼町新設のため
- 東八代郡祝村 （1954年4月5日）東山梨郡勝沼町新設のため
- 南都留郡谷村町 （1954年4月29日）都留市新設のため
- 南都留郡宝村 （1954年4月29日）都留市新設のため
- 南都留郡禾生村 （1954年4月29日）都留市新設のため
- 南都留郡盛里村 （1954年4月29日）都留市新設のため
- 南都留郡東桂村 （1954年4月29日）都留市新設のため
- 西八代郡高田村 （1954年5月15日）西八代郡市川大門町に編入のため
- 東山梨郡諏訪町 （1954年5月17日）東山梨郡牧丘町新設のため
- 東山梨郡中牧村 （1954年5月17日）東山梨郡牧丘町新設のため
- 東山梨郡西保村 （1954年5月17日）東山梨郡牧丘町新設のため
- 中巨摩郡平林村 （1954年6月1日）南巨摩郡増穂町に編入のため
- 北巨摩郡安都玉村 （1954年6月1日）北巨摩郡高根村新設のため
- 北巨摩郡安都那村 （1954年6月1日）北巨摩郡高根村新設のため
- 北巨摩郡熱見村 （1954年6月1日）北巨摩郡高根村新設のため
- 北巨摩郡甲村 （1954年6月1日）北巨摩郡高根村新設のため
- 東山梨郡山梨村 （1954年7月1日）山梨市新設のため
- 東山梨郡八幡村 （1954年7月1日）山梨市新設のため
- 東山梨郡岩手村 （1954年7月1日）山梨市新設のため
- 東山梨郡日下部町 （1954年7月1日）山梨市新設のため
- 東山梨郡後屋敷村 （1954年7月1日）山梨市新設のため
- 東山梨郡加納岩町 （1954年7月1日）山梨市新設のため
- 東山梨郡日川村 （1954年7月1日）山梨市新設のため
- 北都留郡笹子村 （1954年8月8日）大月市新設のため
- 北都留郡初狩村 （1954年8月8日）大月市新設のため
- 北都留郡大月町 （1954年8月8日）大月市新設のため
- 北都留郡賑岡村 （1954年8月8日）大月市新設のため
- 北都留郡七保町 （1954年8月8日）大月市新設のため
- 北都留郡猿橋町 （1954年8月8日）大月市新設のため
- 北都留郡梁川村 （1954年8月8日）大月市新設のため
- 南巨摩郡西島村 （1954年8月17日）南巨摩郡中富町新設のため
- 南巨摩郡大須成村 （1954年8月17日）南巨摩郡中富町新設のため
- 南巨摩郡静川村 （1954年8月17日）南巨摩郡中富町新設のため
- 南巨摩郡曙村 （1954年8月17日）南巨摩郡中富町新設のため
- 北都留郡富浜村 （1954年9月8日）大月市に編入のため
- 北巨摩郡韮崎町 （1954年10月10日）韮崎市新設のため
- 北巨摩郡穂坂村 （1954年10月10日）韮崎市新設のため
- 北巨摩郡藤井村 （1954年10月10日）韮崎市新設のため
- 北巨摩郡清哲村 （1954年10月10日）韮崎市新設のため
- 北巨摩郡神山村 （1954年10月10日）韮崎市新設のため
- 北巨摩郡大草村 （1954年10月10日）韮崎市新設のため
- 北巨摩郡竜岡村 （1954年10月10日）韮崎市新設のため
- 北巨摩郡旭村 （1954年10月10日）韮崎市新設のため
- 北巨摩郡中田村 （1954年10月10日）韮崎市新設のため
- 北巨摩郡穴山村 （1954年10月10日）韮崎市新設のため
- 北巨摩郡円野村 （1954年10月10日）韮崎市新設のため
- 西山梨郡山城村 （1954年10月17日）甲府市に編入のため
- 西山梨郡住吉村 （1954年10月17日）甲府市に編入のため
- 西山梨郡朝井村 （1954年10月17日）甲府市に編入のため
- 西山梨郡玉諸村 （1954年10月17日）甲府市に編入のため
- 西山梨郡甲運村 （1954年10月17日）甲府市に編入のため
- 西山梨郡千代田村 （1954年10月17日）甲府市に編入のため
- 西山梨郡能泉村 （1954年10月17日）甲府市に編入のため
- 中巨摩郡大鎌田村 （1954年10月17日）甲府市に編入のため
- 中巨摩郡二川村 （1954年10月17日）甲府市に編入のため
- 中巨摩郡宮本村 （1954年10月17日）甲府市に編入のため
- 中巨摩郡（旧）敷島町 （1954年10月17日）中巨摩郡敷島町新設のため
- 中巨摩郡睦沢村 （1954年10月17日）中巨摩郡敷島町新設のため
- 中巨摩郡清川村 （1954年10月17日）中巨摩郡敷島町新設のため
- 中巨摩郡吉沢村 （1954年10月17日）中巨摩郡敷島町新設のため
- 西八代郡大塚村 （1954年11月3日）西八代郡三珠町新設のため
- 西八代郡上野村 （1954年11月3日）西八代郡三珠町新設のため
- 西八代郡下九一色村 （1954年11月3日）分割し、西八代郡三珠町新設・西八代郡古関村に編入のため
- 東八代郡一宮村 （1954年12月10日）東八代郡一宮町新設のため
- 東八代郡相興村 （1954年12月10日）東八代郡一宮町新設のため
- 東八代郡浅間村 （1954年12月10日）東八代郡一宮町新設のため
- 北巨摩郡日野春村 （1955年1月20日）北巨摩郡長坂町新設のため
- 北巨摩郡秋田村 （1955年1月20日）北巨摩郡長坂町新設のため
- 北巨摩郡清春村 （1955年1月20日）北巨摩郡長坂町新設のため
- 南巨摩郡（旧）身延町 （1955年2月11日）南巨摩郡身延町新設のため
- 南巨摩郡下山村 （1955年2月11日）南巨摩郡身延町新設のため
- 南巨摩郡豊岡村 （1955年2月11日）南巨摩郡身延町新設のため
- 西八代郡大河内村 （1955年2月11日）南巨摩郡身延町新設のため
- 南巨摩郡富河村 （1955年2月11日）南巨摩郡富沢町新設のため
- 南巨摩郡万沢村 （1955年2月11日）南巨摩郡富沢町新設のため
- 南巨摩郡（旧）増穂町 （1955年3月1日）南巨摩郡増穂町新設のため
- 南巨摩郡穂積村 （1955年3月1日）南巨摩郡増穂町新設のため
- 北巨摩郡上手村 （1955年3月1日）北巨摩郡明野村新設のため
- 北巨摩郡小笠原村 （1955年3月1日）北巨摩郡明野村新設のため
- 北巨摩郡朝神村 （1955年3月1日）北巨摩郡明野村新設のため
- 北巨摩郡塩崎村 （1955年3月5日）北巨摩郡双葉町新設のため
- 北巨摩郡登美村 （1955年3月5日）北巨摩郡双葉町新設のため
- 北巨摩郡小泉村 （1955年3月30日）北巨摩郡長坂町に編入のため
- 北巨摩郡若神子村 （1955年3月31日）北巨摩郡須玉町新設のため
- 北巨摩郡穂足村 （1955年3月31日）北巨摩郡須玉町新設のため
- 北巨摩郡多麻村 （1955年3月31日）北巨摩郡須玉町新設のため
- 北巨摩郡津金村 （1955年3月31日）北巨摩郡須玉町新設のため
- 東八代郡柏村 （1955年3月31日）東八代郡中道町新設のため
- 東八代郡右左口村 （1955年3月31日）東八代郡中道町新設のため
- 南巨摩郡（旧）鰍沢町 （1955年4月1日）南巨摩郡鰍沢町新設のため
- 南巨摩郡五開村 （1955年4月1日）南巨摩郡鰍沢町新設のため
- 南巨摩郡睦合村 （1955年4月1日）南巨摩郡南部町新設のため
- 西八代郡栄村 （1955年4月1日）南巨摩郡南部町新設のため
- 北都留郡（旧）上野原町 （1955年4月1日）北都留郡上野原町新設のため
- 北都留郡大目村 （1955年4月1日）北都留郡上野原町新設のため
- 北都留郡甲東村 （1955年4月1日）北都留郡上野原町新設のため
- 北都留郡巌村 （1955年4月1日）北都留郡上野原町新設のため
- 北都留郡大鶴村 （1955年4月1日）北都留郡上野原町新設のため
- 北都留郡島田村 （1955年4月1日）北都留郡上野原町新設のため
- 北都留郡棡原村 （1955年4月1日）北都留郡上野原町新設のため
- 北都留郡西原村 （1955年4月1日）北都留郡上野原町新設のため
- 中巨摩郡落合村 （1955年4月1日）中巨摩郡甲西町新設のため
- 中巨摩郡大井村 （1955年4月1日）中巨摩郡甲西町新設のため
- 中巨摩郡五明村 （1955年4月1日）中巨摩郡甲西町新設のため
- 中巨摩郡南湖村 （1955年4月1日）中巨摩郡甲西町新設のため
- 西八代郡山保村 （1955年4月1日）西八代郡市川大門町・西八代郡久那土村に分割編入のため
- 南都留郡西浜村 （1955年4月10日）南都留郡足和田村新設のため
- 南都留郡大嵐村 （1955年4月10日）南都留郡足和田村新設のため
- 東八代郡錦生村 （1955年4月29日）東八代郡御坂町新設のため
- 東八代郡黒駒村 （1955年4月29日）東八代郡御坂町新設のため
- 北巨摩郡鳳来村 （1955年7月1日）北巨摩郡白州町新設のため
- 北巨摩郡菅原村 （1955年7月1日）北巨摩郡白州町新設のため
- 北巨摩郡駒城村 （1955年7月1日）分割し、北巨摩郡白州町新設・北巨摩郡武川村に編入のため
- 南巨摩郡原村 （1955年8月1日）南巨摩郡中富町に編入のため
- 中巨摩郡御影村 （1956年5月3日）中巨摩郡八田村新設のため
- 中巨摩郡田之岡村 （1956年5月3日）中巨摩郡八田村新設のため
- 東八代郡八代村 （1956年5月3日）東八代郡八代町新設のため
- 東八代郡御所村 （1956年5月3日）東八代郡八代町新設のため
- 南巨摩郡五箇村 （1956年9月30日）南巨摩郡早川町新設のため
- 南巨摩郡都川村 （1956年9月30日）南巨摩郡早川町新設のため
- 南巨摩郡三里村 （1956年9月30日）南巨摩郡早川町新設のため
- 南巨摩郡硯島村 （1956年9月30日）南巨摩郡早川町新設のため
- 南巨摩郡本建村 （1956年9月30日）南巨摩郡早川町新設のため
- 南巨摩郡西山村 （1956年9月30日）南巨摩郡早川町新設のため
- 南都留郡船津村 （1956年9月30日）南都留郡河口湖町新設のため
- 南都留郡小立村 （1956年9月30日）南都留郡河口湖町新設のため
- 南都留郡大石村 （1956年9月30日）南都留郡河口湖町新設のため
- 南都留郡河口村 （1956年9月30日）南都留郡河口湖町新設のため
- 東八代郡（旧）石和町 （1956年9月30日）東八代郡石和町新設のため
- 東八代郡英村 （1956年9月30日）東八代郡石和町新設のため
- 東山梨郡岡部村 （1956年9月30日）東八代郡石和町新設のため
- 西八代郡（旧）下部町 （1956年9月30日）西八代郡下部町新設のため
- 西八代郡久那土村 （1956年9月30日）西八代郡下部町新設のため
- 西八代郡古関村 （1956年9月30日）西八代郡下部町新設のため
- 西八代郡共和村 （1956年9月30日）西八代郡下部町新設のため
- 西八代郡大同村 （1956年9月30日）南巨摩郡鰍沢町・西八代郡市川大門町に分割編入のため
- 北巨摩郡清里村 （1956年9月30日）巨摩郡高根村に編入のため
- 北巨摩郡江草村 （1956年9月30日）北巨摩郡須玉町に編入のため
- 中巨摩郡竜王村 （1956年9月30日）中巨摩郡竜王町新設のため
- 中巨摩郡玉幡村 （1956年9月30日）中巨摩郡竜王町新設のため
- 東八代郡花鳥村 （1958年8月1日）東八代郡御坂町・東八代郡八代町に分割編入のため
- 北巨摩郡増富村 （1959年4月1日）北巨摩郡須玉町に編入のため
- 東八代郡富士見村 （1959年4月1日）東八代郡石和町に編入のため
- 中巨摩郡源村 （1959年5月1日）中巨摩郡白根町に編入のため

## 1960年～1969年
- 中巨摩郡豊村 （1960年4月1日）中巨摩郡櫛形町に編入のため

## 1970～1999年
この30年間に県内に廃止市町村なし

## 2000年～2009年
- 南巨摩郡（旧）南部町 （2003年3月1日）南巨摩郡南部町新設のため
- 南巨摩郡富沢町 （2003年3月1日）南巨摩郡南部町新設のため
- 中巨摩郡白根町 （2003年4月1日）南アルプス市新設のため
- 中巨摩郡若草町 （2003年4月1日）南アルプス市新設のため
- 中巨摩郡櫛形町 （2003年4月1日）南アルプス市新設のため
- 中巨摩郡甲西町 （2003年4月1日）南アルプス市新設のため
- 中巨摩郡八田村 （2003年4月1日）南アルプス市新設のため
- 中巨摩郡芦安村 （2003年4月1日）南アルプス市新設のため
- 南都留郡河口湖町 （2003年11月15日）富士河口湖町新設のため
- 南都留郡勝山村 （2003年11月15日）富士河口湖町新設のため
- 南都留郡足和田村 （2003年11月15日）富士河口湖町新設のため
- 中巨摩郡竜王町 （2004年9月1日）甲斐市新設のため
- 中巨摩郡敷島町 （2004年9月1日）甲斐市新設のため
- 北巨摩郡双葉町 （2004年9月1日）甲斐市新設のため
- 南巨摩郡（旧）身延町 （2004年9月13日）南巨摩郡身延町新設のため
- 南巨摩郡中富町 （2004年9月13日）南巨摩郡身延町新設のため
- 西八代郡下部町 （2004年9月13日）南巨摩郡身延町新設のため
- 東山梨郡春日居町 （2004年10月12日）笛吹市新設のため
- 東八代郡石和町 （2004年10月12日）笛吹市新設のため
- 東八代郡御坂町 （2004年10月12日）笛吹市新設のため
- 東八代郡一宮町 （2004年10月12日）笛吹市新設のため
- 東八代郡八代町 （2004年10月12日）笛吹市新設のため
- 東八代郡境川村 （2004年10月12日）笛吹市新設のため
- 北巨摩郡須玉町 （2004年11月1日）北杜市新設のため
- 北巨摩郡高根町 （2004年11月1日）北杜市新設のため
- 北巨摩郡長坂町 （2004年11月1日）北杜市新設のため
- 北巨摩郡白州町 （2004年11月1日）北杜市新設のため
- 北巨摩郡大泉村 （2004年11月1日）北杜市新設のため
- 北巨摩郡明野村 （2004年11月1日）北杜市新設のため
- 北巨摩郡武川村 （2004年11月1日）北杜市新設のため
- 北都留郡上野原町 （2005年2月13日）上野原市新設のため
- 南都留郡秋山村 （2005年2月13日）上野原市新設のため
- 旧・山梨市 （2005年3月22日）山梨市新設のため
- 東山梨郡牧丘町 （2005年3月22日）山梨市新設のため
- 東山梨郡三富村 （2005年3月22日）山梨市新設のため
- 西八代郡三珠町 （2005年10月1日）西八代郡市川三郷町新設のため
- 西八代郡市川大門町 （2005年10月1日）西八代郡市川三郷町新設のため
- 西八代郡六郷町 （2005年10月1日）西八代郡市川三郷町新設のため
- 塩山市 （2005年11月1日）甲州市新設のため
- 東山梨郡勝沼町 （2005年11月1日）甲州市新設のため
- 東山梨郡大和村 （2005年11月1日）甲州市新設のため
- 中巨摩郡玉穂町 （2006年2月20日）中央市新設のため
- 中巨摩郡田富町 （2006年2月20日）中央市新設のため
- 東八代郡豊富村 （2006年2月20日）中央市新設のため
- 東八代郡中道町 （2006年3月1日）甲府市に編入のため
- 西八代郡上九一色村 （2006年3月1日）甲府市・南都留郡富士河口湖町に分割編入のため
- 北巨摩郡小淵沢町 （2006年3月15日）北杜市に編入のため
- 東八代郡芦川村 （2006年8月1日）笛吹市に編入のため

## 2010年～2019年
- 南巨摩郡増穂町 （2010年3月8日）南巨摩郡富士川町新設のため
- 南巨摩郡鰍沢町 （2010年3月8日）南巨摩郡富士川町新設のため